# Рагби клуб Петровград
Рагби клуб Петровград је рагби јунион (рагби 15) клуб из Зрењанина. Овај клуб је 2015, основао Марко Вуковић - "Кокни", бивши дугогодишњи играч Рада и бивши тренер Црвене звезде.